# Esferes intravaginals

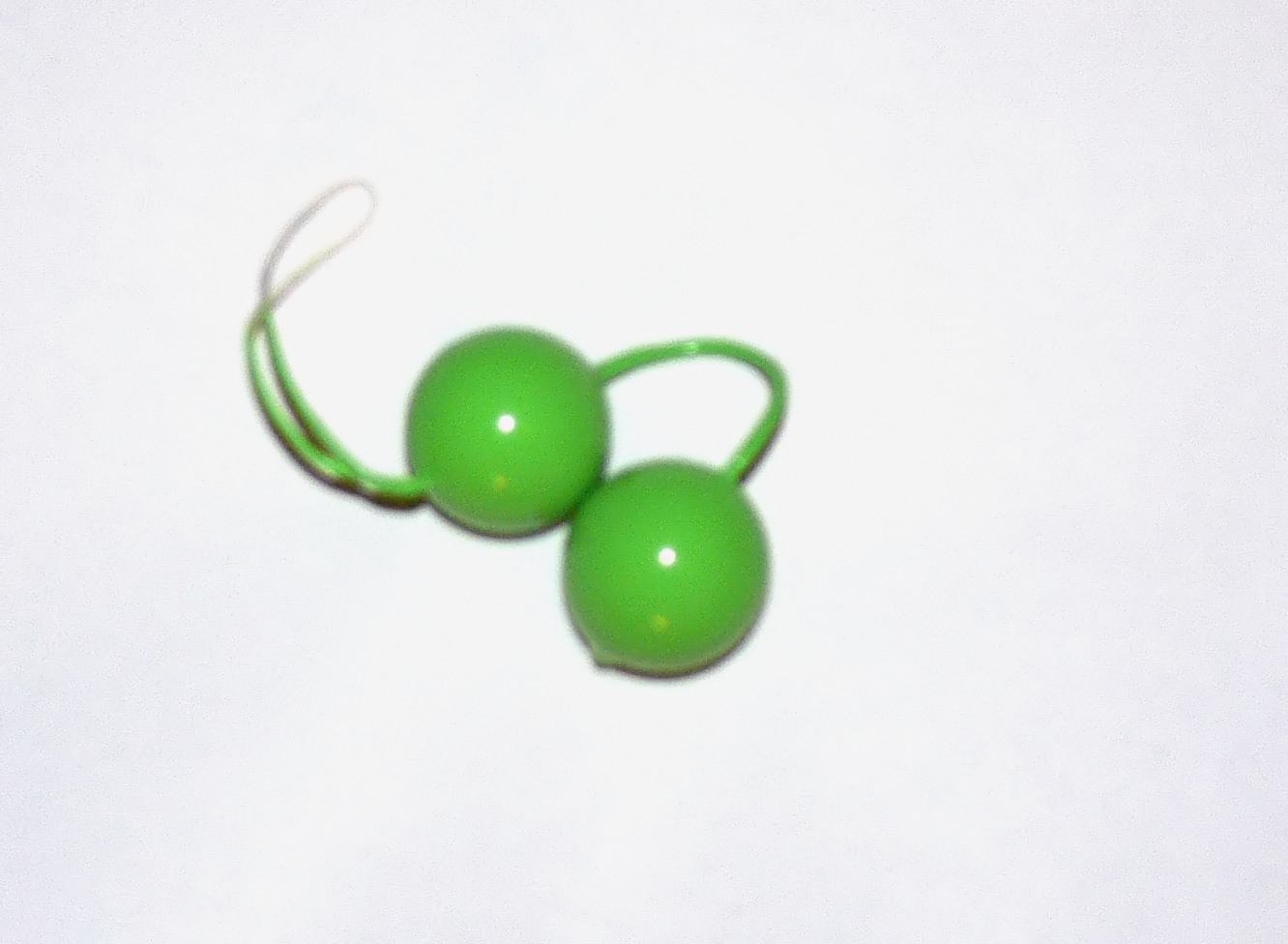
Esferes intravaginals

Les esferes intravaginals o boles intravaginals, popularment conegudes com a boles xineses, és un element de fisioteràpia vaginal que serveix per a ajudar les dones a recuperar el to muscular pelvià perdut especialment a l'embaràs i el part, o de vegades també per altres causes.
A Catalunya només es podien comprar als sex-shops però des del maig de 2010 es pot comprar també a les farmàcies un model dissenyat per l'empresa biomèdica catalana Masterfarm.
No s'han de confondre amb les anomenades esferes xineses, dues boles de metall de la mida d'un puny, semblants a dues boles de petanca, que serveixen per a fer-les girar de dues en dues a la palma d'una sola mà.

## Descripció

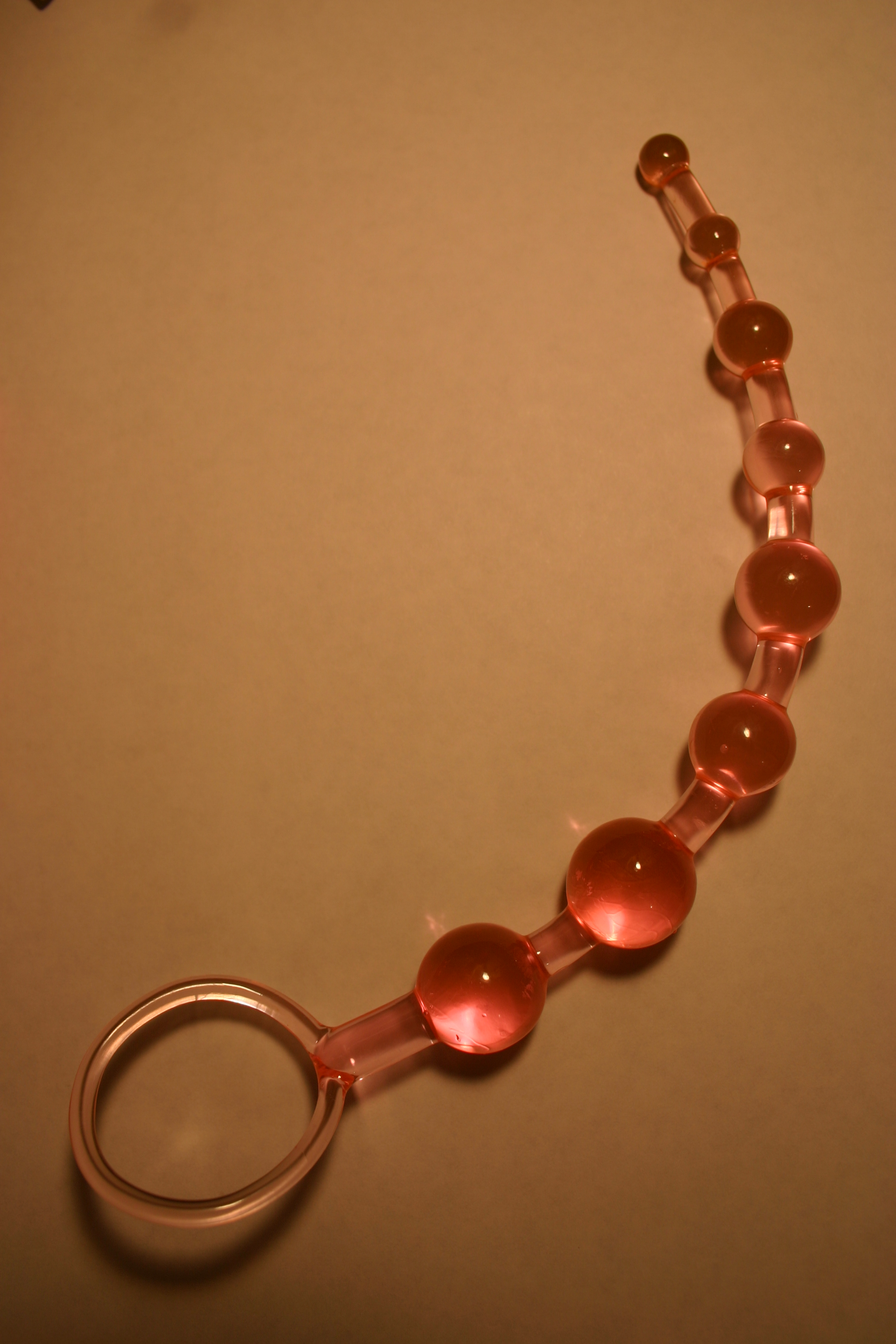
Boles anals, que no són esferes intravaginals

Les esferes són dues, una de més petita i una altra de més gran, i contenen una boleta més petita suspesa en el seu interior. Tant les boles com el cordó solen ser de silicona o algun elastòmer, però n'hi ha de plàstic i altres materials. Quan la usuària es mou o camina, la boleta petita xoca contra la gran i dona lloc a una vibració que condueix a la contracció i relaxació de la vagina i l'úter. Com ocorre amb els tampons, en ésser útils que s'introdueixen completament dins la vagina, consten també d'un altre cordó que cal deixar a fora i que servirà, tirant d'ell, per a extreure les boles amb facilitat. També hi ha models als quals les dues boles són de la mateix mida. El seu pes total depèn del model particular, però pot ser d'aproximadament 30 ó 40 grams. Els preus unitaris a Espanya en 2010 oscil·len entre els 15 i els 40 euros i, en particular, el model de venda a farmàcies de Masterfarm val, en 2010, 27,50 euros.

## Origen
Malgrat ser popularment conegudes com a xineses, les boles intravaginals són originàries del Japó, on eren utilitzades per les geishes després de parir per a recobrar el to muscular.

## Ús
Les esferes intravaginals tenen qualitats terapèutiques que afavoreixen la musculatura del sòl pelvià, ajuda en la prevenció de la incontinència urinària i els esquinçaments durant el part, i millora la satisfacció en las relacions sexuals.

## Aplicació
Les boles terapèutiques es col·loquen al fons de la vagina amb l'ajut d'un lubricant i donen lloc a una contracció muscular involuntària que evita que caiguin. Quan la dona camina o es mou, les esferes vibren i es repeteix el doble gest que contrau i relaxa tot el teixit vaginal. A poc a poc, augmenta el to muscular de la zona. Com la musculatura vaginal està enfortida, s'eviten la candidosi vaginal o la infecció urinària.
L'estirament manual de la musculatura interna de la vagina, i l'ensenyament de tècniques de contracció i relaxació del teixit uterí són alguns dels mètodes amb els quals les terapeutes restableixen el to del perineu, i les esferes intravaginals són un dels recursos clàssics que indueixen aquesta combinació de contracció-relaxació uterina. (Vegeu contracció uterina)
Cal rentar les boles amb aigua i un sabó neutre (o amb el producte que indiqui l'envàs) sempre abans i després d'usar-les, deixant-les assecar a l'aire.
Les boles intravaginals, com el seu nom indica s'usen únicament a la vagina, i no s'han d'introduir en el recte ni en altres orificis del cos. No s'han de confondre amb la joguina sexual d'ús anal, en forma d'una successió de boletes, l'ús de la qual està dissenyat per a ésser al cul i que de vegades s'anomenen boles anals.

## Fals mite
Existeix el fals mite que les boles intrauterines són un instrument de masturbació però ni han estat creades per a tal cosa ni produeixen plaer.